# Pijavica
Pijavica es una localidad de Croacia en el ejido de la ciudad de Senj, condado de Lika-Senj.

## Geografía
Se encuentra a una altitud de 11 m s. n. m. a 166 km de la capital nacional, Zagreb.

## Demografía
En el censo 2011, primero en el que se registra la localidad como asentamiento discriminado, el total de población fue de 262 habitantes.
| Gráfica de población de Pijavica 1857-2011                          |
|                                                                     |
| Según los censos de población de la oficina estadística de Croacia. |